# 影响因子
影响因子（英語：Impact factor，缩写：IF），又譯作影响指数、影響係數或称期刊影响因子（英語：journal impact factor，缩写：JIF），指某一期刊的文章在特定年份或时期被引用的频率，是衡量学术期刊影响力的一个重要指标，由美国科学情報研究所创始人尤金·加菲得在1960年代创立。自1975年以来，影响因子由美国科睿唯安公司旗下的《期刊引证报告》（JCR）于每年定期发布。

## 计算方法
影响因子即某期刊前两年（S, T）发表的论文在统计当年（U）的被引用总次数X（前兩年總被引次數）除以该期刊在前两年（S, T）内发表的论文总数Y（前兩年總發文量）。这是一个国际上通行的期刊评价指标。公式為：IFU =（X(S,T) / Y(S,T)）。
- 例如，某期刊2010年影响因子的计算
- 本刊2009年的文章在2010年的被引次数：48；本刊2009年的发文量：187
- 本刊2008年的文章在2010年的被引次数：128；本刊2008年的发文量：154
- 本刊2008-2009的文章在2010年的被引次数总计：176 =（48+128）
- 本刊2008-2009年的发文量总计：341 =（187+154）
- 本刊2010年的影响因子：0.5161 = （176÷341）
- 意义：该指标是相对统计值，可克服大小期刊由于载文量不同所带来的偏差。一般来说，影响因子越大，其学术影响力也越大。

### 基本IF值计算方法
- 以1992年为例，計算某期刊在該年的影響因子：
- X＝以1992年為基點、某期刊於1990和1991年出版论文在1992年被引用之总次数
- Y＝以1992年為基點、某期刊1990和1991年全部论文發文量的总和
- IF1992年 ＝（X(1990年,1991年)  / Y(1990年,1991年)）

## 對研究上的影响
- 许多著名学术期刊会在其网站上注明期刊的影响因子，以表明该刊在对应学科内的影响力，如美國化學會志等。

## 延伸閱讀
- Garfield, Eugene. . JAMA. 2006-01-04, 295 (1): 90  [2022-06-26]. ISSN 0098-7484. PMID 16391221. doi:10.1001/jama.295.1.90. （原始内容存档于2020-08-28）.
- Waltari, Eric; Hijmans, Robert J.; Peterson, A. Townsend; Nyári, Árpád S.; Perkins, Susan L.; Guralnick, Robert P. Chave, Jerome , 编. . PLoS ONE. 2007-07-11, 2 (7): e563. ISSN 1932-6203. PMC 1905943 . PMID 17622339. doi:10.1371/journal.pone.0000563.
- McVeigh, Marie E.; Mann, Stephen J. . JAMA. 2009-09-09, 302 (10): 1107. ISSN 0098-7484. PMID 19738096. doi:10.1001/jama.2009.1301.
- Hubbard, Stephen C.; McVEIGH, Marie E. . Learned Publishing（英语：Association of Learned and Professional Society Publishers）. 2011-04, 24 (2): 133–137. doi:10.1087/20110208.
- Gilbert, Natasha. . Nature. 2010-11, 468 (7322): 357  [2021-01-09]. Bibcode:2010Natur.468..357G. ISSN 0028-0836. PMID 21085146. doi:10.1038/468357a. （原始内容存档于2021-06-13）.
- Groesser, Stefan N. . Systems Research and Behavioral Science（英语：Systems Research and Behavioral Science）. 2012-11, 29 (6): 624–644. doi:10.1002/sres.2142.
- Marcus, Adam and Ivan Orasnky, What's Behind Big Science Frauds? （页面存档备份，存于） The New York Times, 2015-05-22.